# Abu Anas al-Libi
Nazīh ʿAbd al-Ḥamīd Nabīh al-Ruqayʿī (in arabo نزيه عبد الحميد الرقيعي‎?; meglio noto col nome di battaglia Abū Anas al-Lībī, in arabo أبو أنس الليبي‎?; Tripoli, 30 marzo 1964, o 14 maggio 1964 – New York, 2 gennaio 2015) è stato un terrorista libico.
Catturato a Tripoli nel 2013 dagli Stati Uniti, è morto a New York in attesa di essere processato per gli attentati di al-Qaida alle ambasciate statunitensi a Nairobi (Kenya) e Dar es-Salaam (Tanzania) del 1998. Tra i vari nomi da lui impiegati per la sua attività, figurano Nazīh al-Rāghiʿ e Anas al-Sibāʿī. L'FBI e il Dipartimento di Stato indicano anche un'altra variante, Nazih Abdul Hamed Al-Raghie.

## Biografia
Si crede abbia aderito ad al-Qāʿida fin dai disordini del 1994 in Sudan. Ha vissuto nel Regno Unito, a Manchester, dove aveva ottenuto asilo politico. Nel 1999 fu arrestato da Scotland Yard e sottoposto a interrogatorio. Fu tuttavia rilasciato in quanto aveva formattato l'hard drive del suo Personal computer e perché non esisteva alcuna prova a suo carico. Riuscì a sfuggire ai controlli di un team che lo seguiva e da allora non fu più visto.
Parla arabo e inglese. Per la sua alta statura e la sua corporatura, esiste qualche somiglianza tra lui e Osama bin Laden, tanto da essere impiegato come una sorta di esca diversiva per coprire gli spostamenti di Bin Laden. Nel gennaio del 2002 si diffusero notizie di una sua cattura da parte di forze statunitensi impegnate in Afghanistan. In seguito, nel marzo 2002 altre notizie parlarono di un suo arresto da parte del governo sudanese e di un'incarcerazione a Khartum. Tuttavia, funzionari statunitensi negarono immediatamente la notizia. e ammisero che al-Lībī era ancora libero e ricercato.
Al-Lībī è stato sull'elenco statunitense dell'FBI Most Wanted Terrorists fin dalla sua prima redazione, il 10 ottobre 2001. Il Dipartimento di Stato, attraverso il Rewards for Justice Program, ha stanziato 5.000.000 dollari (inizialmente $25.000.000) per ogni informazione circa la localizzazione di Abū Anas al-Lībī. A febbraio 2007, un documento di Human Rights Watch rivelava che al-Lībī e altri "potevano essere stati una volta reclusi" in un carcere segreto dalla CIA.
Il 7 giugno 2007, a dispetto del fatto che egli fosse ancora incluso dell'elenco dell'FBI Most Wanted Terrorists, pubblicato il giorno prima, al-Lībī fu indicato da Amnesty International come un possibile "prigioniero segreto" della CIA, senza l'indicazione, però, di alcun elemento concreto che avvalorasse quest'affermazione. Nel settembre 2012, la CNN annunciò un suo ritorno in Libia dopo essersi nascosto in Iran per almeno un decennio.
Al-Lībī è stato catturato a Tripoli (Libia) il 5 ottobre 2013 dalle forze speciali statunitensi (in modo più specifico dal Distaccamento Delta Force) delle Forze Speciali Operative dell'Esercito, con l'assistenza di agenti dell'FBI e della CIA. È stato arrestato alla luce del giorno e immediatamente espatriato dalla Libia. I Navy SEALs hanno condotto un'incursione in simultanea in Somalia con l'obiettivo di catturare il cervello dell'attentato dinamitardo del settembre 2013 in Kenya, probabilmente per impedire che un'azione analoga fosse condotta contro nuovi obiettivi. È scomparso nel 2015 negli Stati Uniti all'età di 50 anni a seguito di un tumore al fegato, mentre era in attesa di processo.

## Alias
al-Libi era noto con vari alias e nomi di battaglia, utilizzati a copertura della propria vera identità. 
| Nazih ʿAbd al-Ḥamīd Nabīh al-Ruqayʿī | نزيه عبد الحمد نبيه الرقيعي | la nisba è indicata come لراجعي (al-Rājiʿī) nell'elenco dell'ONU. |
| Anas al-Lībī                         | أنس الليبي                  |                                                                   |
| Abu Anas al-Lībī                     | أبو أنس الليبي              | Variante usata su una parte della stampa araba.                   |
| Anas al-Sibāʿī                       | أنس السباعي                 |                                                                   |
| Nazīh ʿAbd al-Ḥamīd al-Rāghī         | نزيه عبد الحمد الراغي       |                                                                   |